# Андреа Парнел
Андреа Парнел (на английски: Andrea Parnell) е американска писателка на бестселъри в жанра исторически и съвременен любовен роман, и романтичен уестърн.

## Биография и творчество
Андреа Хъдсън Парнел е родена през 1944 г. в Силвестър, Джорджия, САЩ. Работи като икономист на свободна практика. През 1980 г. завършва Университета на Джорджия в Атънс.
През 1986 г. е издаден първият ѝ роман „Dark Splendor“ (Мрачен разкош).
Заедно с писането на романи в писане в продължение на пет години преподава творческо писане в местен колеж. Член и на „Novelists, Inc“ и е била президент на местната организация в Джорджия на Асоциацията на писателите на любовни романи на Америка.
Синът ѝ Дан Макгърт (Dan McGirt) е писател на фентъзи. Заедно основават издателство „Троув букс“ за публикуване на произведенията им. Книгите ѝ са преиздадени в периода 2011 – 2013 г.
Андреа Парнел живее в Кониърс, Джорджия.

## Произведения

### Самостоятелни романи
- Dark Splendor (1986)
- Whispers at Midnight (1987)
- Lovespell (1988)
- The Silver Swan (1988)
- Delilah's Flame (1988)
- Wild Glory (1990)
- Aurelia (1993)
- Small Town Secrets (1993)
- My Only Desire (1993)
Съни, изд. ИК „Евразия“, София (1994), прев. колектив
- Devil Moon (1994)
- Summer Fires (1998)

### Новели
- Dark Prelude (2011)